# Grabina (powiat kolski)
Grabina – wieś w Polsce położona w województwie wielkopolskim, w powiecie kolskim, w gminie Olszówka.
| SIMC    | Nazwa         | Rodzaj    |
| ------- | ------------- | --------- |
| 0290104 | Bronisławów   | część wsi |
| 0290110 | Bronisławówek | część wsi |

W latach 1975–1998 miejscowość należała administracyjnie do województwa konińskiego.
Miejsce wakacyjnych zjazdów miłośników rowerowych wycieczek krajoznawczych.